# Отрадо-Ольгинское
Отрадо-Ольгинское — село в Гулькевичском районе Краснодарского края России. Административный центр Отрадо-Ольгинского сельского поселения.

## Варианты названия
- Отрадно-Ольгинское,
- Отрадо-Ольгинская,
- Отрадоольгинское[2].

## Население
| 2002 | 2010  | 2021  |
| ---- | ----- | ----- |
| 3322 | ↗3554 | ↗3648 |

## Улицы
- ул. Гоголя,
- ул. Калинина,
- ул. Кирова,
- ул. Комсомольская,
- ул. Красная,
- ул. Красноармейская,
- ул. Ленина,
- ул. Лермонтова,
- ул. Мира,
- ул. Октябрьская,
- ул. Первомайская,
- ул. Пионерская,
- ул. Победы,
- ул. Почтовая,
- ул. Пролетарская,
- ул. Профинтерна,
- ул. Степная,
- ул. Чернышевского,
- ул. Школьная[6].